# Classe Rauma
Le navi della classe Rauma costituiscono una serie di quattro motocannoniere missilistiche in servizio presso la marina militare finlandese. Realizzate nei primi anni '90 presso i cantieri Hollming Oy queste unità, insieme alle quattro motocannoniere della classe Hamina, rappresentano la spina dorsale della piccola forza armata.
Costruite essenzialmente come piattaforma mobile per il lancio dei 6 missili Saab RBS-15, queste unità dispongono per la loro protezione di un cannone da 40mm/70 e due mitragliere da 12.7mm. Il sistema missilistico antiaereo a 6 celle originariamente imbarcato è stato sostituito con un sistema automatizzato MASS prodotto dalla ditta Rheinmetall. Possono inoltre essere montati in caso di bisogno un sistema SAM a corto raggio Mistral e un cannone da 23mm ZU-23-2, versione navale del cannone ZU-23. Le navi di classe Rauma dispongono anche di limitate capacità antisommergibile grazie al sonar rimorchiato Kongsberg ST2400 e a due mortai a 9 canne Saab ASW 600.
Dalla fine del 2010 al 2013 le unità sono state sottoposte ad un programma di ammodernamento a sensori e armamento che avrebbe dovuto garantire la loro permanenza in servizio attivo fino a oltre il 2020. Tuttavia nel 2015 sono stati scoperti dei danni da fatica allo scafo e, come misura precauzionale, è stato disposto il divieto di prendere il mare fino a quando la causa non verrà scoperta e risolta. Le navi rimangono comunque disponibili per l'impiego in caso di guerra.
Nell'ottobre del 2018 Jussi Niinistö, ministro della difesa finlandese, ha annunciato che le quattro unità del nuovo programma Squadron 2020 sostituiranno entro il 2027 sia le motocannoniere classe Rauma che i due posamine classe Hämeenmaa.

## Unità
- Rauma (70)
- Raahe (71)
- Porvoo (72)
- Naantali (73)